# Chicago Sun-Times

Sigla ziarului Chicago Sun-Times folosită până în 2018

Sigla ziarului Chicago Sun-Times în 2007

Chicago Sun-Times este un ziar publicat în Chicago, Illinois, Statele Unite ale Americii. Este principalul cotidian tipărit al Sun-Times Media Group și are al doilea cel mai mare tiraj printre ziarele din Chicago, după Chicago Tribune. Ziarul modern a luat naștere din fuziunea din 1948 a Chicago Sun și Chicago Daily Times. Jurnaliștii ziarului au primit opt premii Pulitzer, majoritatea în anii '70; unul dintre beneficiari a fost criticul de film Roger Ebert (1975), care a lucrat la ziar din 1967 până la moartea sa în 2013. Proprietarul ziarului a fost schimbat de nenumărate ori, inclusiv de două ori la sfârșitul anilor 2010.

## Istorie
Chicago Sun-Times susține că este cel mai vechi cotidian publicat continuu din oraș. Această afirmație se bazează pe fondarea în 1844 a ziarului Chicago Daily Journal, care a fost și primul ziar care a publicat zvonul, care acum se crede a fi fals, potrivit căruia o vacă deținută de Catherine O'Leary a fost responsabilă pentru Marele Incendiu din Chicago. Ziarul Evening Journal, a cărui clădire din West Side, la 17–19 S. Canal, nu a fost deteriorată, a oferit celor de la Chicago Tribune un sediu temporar. Deși acțiunile Journal au fost vândute către Chicago Daily News în 1929, ultimul său proprietar Samuel Emory Thomason a lansat imediat tabloidul Chicago Daily Illustrated Times.
Ziarul modern a luat naștere prin fuziunea în 1948 a publicațiilor Chicago Sun, fondat de Marshall Field III la 4 decembrie 1941, și Chicago Daily Times (care a renunțat la „Illustrated” din titlul său). Ziarul era deținut de Field Enterprises, companie controlată de familia Marshall Field, care a cumpărat ziarul de după-amiază Chicago Daily News în 1959 și a lansat televiziunea WFLD în 1966. În 1978, o mare parte din personalul de la Daily News, inclusiv foiletonistul Mike Royko, câștigător al premiului Pulitzer, a fost transferat la Sun-Times. În perioada lui Field, ziarul a avut un caracter populist, progresist, cu o înclinație către Partidul Democrat, dar a fost independent de organizația democrată a orașului. Deși stilul grafic era cel al unui tabloid urban, ziarul era bine cotat datorită calității sale jurnalistice și nu se baza pe știri senzaționale. De obicei a difuzat și articole ale agențiilor de știri de la The Washington Post / Los Angeles Times.